# باشگاه فوتبال زاقاتالا
باشگاه فوتبال زاقاتالا (ترکی آذربایجانی: Zaqatala Peşəkar Futbol Klubu) یک باشگاه فوتبال در شهر زاقاتالا و در کشور جمهوری آذربایجان است. ورزشگاه شهر زاقاتالا میزبان بازیهای این تیم است.

## تاریخچه
این باشگاه در سال 2015 تاسیس شد و در لیگ دسته اول آذربایجان حضور دارد.